# Partido Nacional (Chile, 1966)
El Partido Nacional (PN) fue un partido político chileno de derecha existente entre 1966 y 1994, surgido producto de la fusión de los partidos Liberal, Conservador Unido y Acción Nacional.
Su aparición fue una de las consecuencias del escaso apoyo electoral de la derecha chilena en su conjunto en las elecciones parlamentarias de 1965. De un 30,4 % en la elección de diputados de 1961, pasó al 12,5 % en 1965. Con ello se creaba por primera vez un solo partido de la derecha, ideología que previamente estaba representada por el binomio Liberal-Conservador.
El partido se disolvió el 18 de agosto de 1994 al fusionarse con la Unión de Centro Centro, creando el partido Unión de Centro Centro Progresista.

## Historia

### Fundación

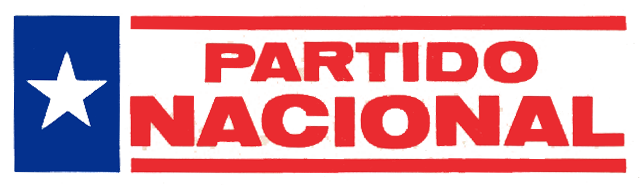
Primer emblema del Partido Nacional, 1966-1971.

Las conversaciones para la creación de un nuevo partido surgieron alrededor de noviembre de 1965, tras los desastrosos resultados parlamentarios, entre miembros de los partidos Conservador Unido, Liberal, Acción Nacional y un importante número de independientes, con el objetivo de unificar las fuerzas de derecha en un solo partido, que pudiese convocar a sectores independientes que hasta el momento se habían mantenido al margen de los partidos. La existencia de un partido unificado también poseía la ventaja que otorgaba mayor representación parlamentaria, puesto que el sistema electoral privilegiaba a los partidos grandes.
Las convenciones de los partidos aprobaron la idea de una fusión, organizándose una comisión integrada por el conservador Carlos Ruiz, el liberal Jaime Silva Silva, Sergio Onofre Jarpa de Acción Nacional y el independiente Gabriel Cuevas, para redactar los estatutos del Partido, mientras una comisión de doscientas personas representantes de las mismas fuerzas trabajaron en la redacción del programa del partido. Se designó, por consenso, a Víctor García Garzena, independiente, como presidente del futuro Partido.

#### Constitución legal
El partido se constituyó el 10 de mayo de 1966, en una ceremonia realizada en el Club de Septiembre, procediéndose dos días después a inscribirse formalmente en el Registro Electoral. La unidad de los partidos de derecha provocó que algunos pocos liberales se marginaran del nuevo partido, mientras que en el Partido Conservador, grupos minoritarios, nostálgicos y molestos por el carácter no confesional del PN, intentaron mantener con vida al Partido Conservador, pero esta resurrección nunca se concretó.
Para efectos legales ante la Dirección del Registro Electoral, el trámite realizado fue el cambio de nombre del Partido Liberal por el de Partido Nacional, que fue reconocido por el Registro Electoral el 14 de junio. y la disolución del Partido Conservador Unido (reconocida el 28 de julio) para que sus militantes pasaran al Partido Nacional.
A pesar de surgir de una fusión, el Partido Nacional no se pretendía constituir como un heredero de los partidos Liberal y Conservador. 

No obstante las valiosas tradiciones que legaron los partidos Liberal, Conservador Unido y Acción Nacional, el Partido Nacional no será la continuación de ninguno de ellos. Nuestra misión consiste en interpretar mediante nuevos pensamientos políticos y nuevos métodos de acción a los vastos sectores que nos integraron o que desertaron de los partidos tradicionales y que en el futuro habrán de dar consistencia al nuestro.

### Gobierno de Eduardo Frei Montalva
Durante el gobierno de Eduardo Frei Montalva el Partido Nacional presentó una oposición muy dura y crítica a sus reformas económicas y sociales, a pesar de que estuvo formado por sectores que habían votado anteriormente por este gobierno. Acusaban el aumento del estatismo y la burocracia, la violación del derecho de propiedad, la paralización de las obras públicas, la realización de una reforma agraria bajo parámetros políticos y no técnicos, la politización y el engaño de los pobladores mediante la promoción popular. De modo más general, advertían que las acciones del gobierno tendían a la pavimentación de un proyecto marxista en Chile, acusando a la propia Democracia Cristiana de tender cada vez más a la izquierda.
En el parlamento, el partido político desarrolló una posición obstruccionista, alejada de la tradición histórica de la derecha, llegando inclusive a negarle al presidente Frei permiso para salir del país, acusándolo de que no actuaba en el exterior como presidente de todos los chilenos sino como líder de la Revolución en libertad.
El Partido Nacional también sufrió algunos conflictos internos, el principal de ellos la renuncia de Jorge Prat al partido, tras acusar a los dirigentes y senadores del partido de actuar como exliberales y exconservadores que como nacionales, quedando desilusionado con la política partidista, puesto que pensaba que la solución a los problemas de Chile y la penetración marxistas solo se solucionarían con una intervención militar apoyada por la mayoría ciudadana. A pesar de ellos, políticos como Sergio Onofre Jarpa, Mario Arnello Romo y Ramón Álvarez Goldsack, antiguos militantes del partido Acción Nacional, permanecieron con el partido.

#### Primeros desempeños electorales

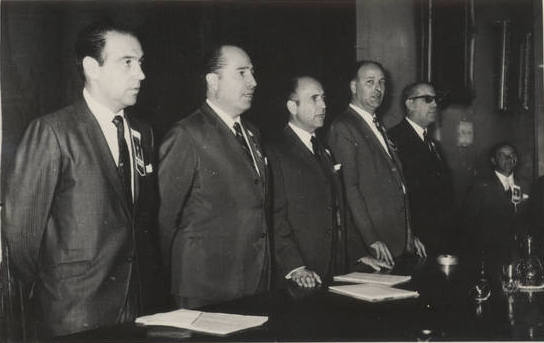
Convención del Partido Nacional en 1966.

La primera elección a la que hizo frente el partido fue la elección municipal de 1967, obteniendo un 14,61 % de los votos, lo que significó una pequeña reducción con respecto a la votación parlamentaria de los partidos que le habían dado vida, pero el resultado fue igualmente celebrado, al considerar que por ser un partido nuevo, recién organizado, aún no tenían los medios para hacer frente a un proceso electoral.
El 30 de agosto de 1967 el partido emitió una declaración que criticaba el manejo internacional del gobierno por el conflicto del Beagle con Argentina, advirtiendo del debilitamiento armamentístico y la precaria situación económica que afectan la capacidad defensiva de las fuerzas armadas. Estas declaraciones bastaron para que el ministro del Interior Bernardo Leighton decretase la detención de la directiva del Partido Nacional, aunque la Corte de Apelaciones determinó que no existía delito, por lo que absolvió a la directiva nacional. Este incidente con el gobierno, además de aumentar el nivel de enemistad entre ambos, sirvió para dotar de protagonismo al Partido Nacional, especialmente entre los jóvenes.
Al acercarse las elecciones parlamentarias de 1969 su discurso se fue radicalizando. Acusó al gobierno de realizar una acción desquiciadora y antipatriótica, siendo denunciados la DC y la izquierda como grupos de inspiración totalitarios que intentan “someter a su control a todos los Chilenos mediante la persecución política, la opresión económica, el abuso y el atropello de la libertad y a la dignidad de las personas.” Emplazaron a la ciudadanía a “defender su trabajo y su dignidad de hombre libre”, con un llamado a la rebelión contra la burocracia y los intereses partidistas. Apostando por esta actitud confrontaciones y el desencanto de numerosos votantes democratacristianos, consiguieron en las elecciones parlamentarias un 20,82 % de los votos.

### Elección presidencial de 1970 y "La Nueva República"
Para la elección presidencial de 1970 el Partido apoyó al independiente y expresidente Jorge Alessandri. Con motivo de la elección el Partido Nacional empezó a desarrollar su propio programa político, al que denominaron como "La Nueva República". En ella atribuían la crisis que sufriría el país a la obsolescencia de las instituciones políticas, especialmente entre las relaciones el Congreso y el presidente, y los malos hábitos de los partidos políticos, que se observa tanto en su desenfrenada demagogia como de una exacerbación de ideologías trasnochadas provenientes del extranjero. Se planteó otorgarle al presidente la facultad de disolver por una sola vez el Congreso en su administración, prohibir la intervención de parlamentarios en asuntos administrativos y en conflictos sociales, obligar al presidente a renunciar a su militancia partidista y la creación de un Consejo Económico y Social que colabore con el Ejecutivo.
En lo económico se mezclaban elementos monetaristas, al participar algunos Chicago Boys en la redacción del documento, pero que convivían con tendencias más estatistas. Proponían que el Estado se encargara de vigilar la sana competencia y solo donde esta no sea posible o donde los privados no intervengan, deben haber monopolios estatales; reducir el gasto fiscal, al que acusaban de ineficiente por el crecimiento desmesurado de la burocracia; aumentar la llegada de capital extranjero al país; reformar el sistema previsional;  incentivar el ahorro social; y redistribución del ingreso.
Debía realizarse la integración latinoamericana para potenciar a Chile desde la región para resistir los embates de las grandes potencias y aumentar el propio comercio. Se esperaba que Chile recuperase su influencia como potencia marítima para hacerse escuchar entre las naciones del océano Pacífico. También se hacía énfasis en el desarrollo regional, con un régimen descentralizado.
El partido tenía grandes esperanzas en la candidatura de Jorge Alessandri, pero la campaña electoral fue una seguidilla de errores, desde las peleas internas en el comando entre nacionales e independientes hasta el mal enfoque dado a la figura de Alessandri, que era más bien fría y realista en contraste con la energía de los candidatos de la DC y la Unidad Popular. Alessandri obtuvo solo la segunda mayoría, y a pesar de su petición, los nacionales votaron por él, por razones simbólicas, en la sesión del Congreso Pleno que debía determinar al nuevo presidente.

### Gobierno de Salvador Allende
El partido en los inicios del gobierno de Salvador Allende presentó una posición relativamente abierta, postulada por Sergio Onofre Jarpa, presidente del partido, en contraposición con la posición del senador Francisco Bulnes Sanfuentes, que pretendía oponerse con todo al gobierno de Allende y buscar de inmediato alianzas políticas para enfrentarlo. Así el Partido Nacional votó a favor de la nacionalización del cobre.  
La profundidad de las transformaciones promovidas por el gobierno y el auge de la violencia política los motivó a los nacionales a realizar una oposición más decidida. Se buscó una alianza con la Democracia Cristiana, pero ésta la rechazó en un primer momento, por lo que enfrentaron la elección municipal de 1971 por separado. El PN, levantando el “póngase firme con el partido firme”, contra el marxismo y en defensa de las libertades, obtuvo el 18,36 % de los votos.

#### Radicalización de la oposición

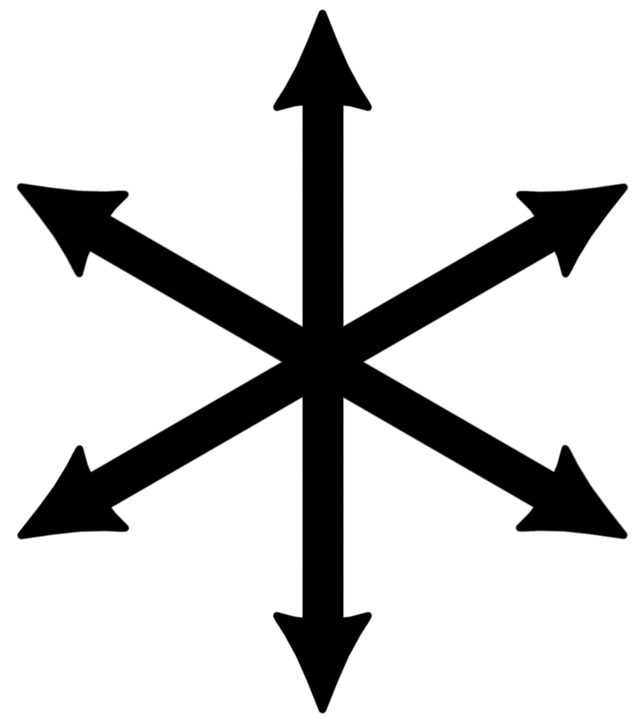
Símbolo del Comando Rolando Matus (CRM).

La muerte del agricultor Rolando Matus en abril de 1971 tras un enfrentamiento con partidarios de la Unidad Popular sirvió al Partido Nacional para obtener un símbolo en su lucha contra el gobierno, formándose el llamado Comando Rolando Matus, grupo de choque de la juventud del partido, que se enfrentaban en las calles con militantes de la Unidad Popular. Dicho cuerpo era dirigido por el líder de la Juventud Nacional y futuro diputado Juan Luis Ossa Bulnes.
El consejo nacional del partido en Osorno de 1971 reafirmó el predominio de las tendencias nacionalistas, en contraposición a las corrientes liberales y conservadoras del partido. El PN advertía que el nacionalismo era el que proporcionaría un lugar común a los chilenos para formar un frente amplio contra el marxismo. El asesinato de Edmundo Pérez Zujovic en manos de un grupo de extrema izquierda fue el principio de la concordancia entre democratacristianos y nacionales. La primera manifestación explícita fue el apoyo de ambos partidos, sin un acuerdo formal, a un candidato único democratacristiano para la elección complementaria de Valparaíso del 18 de julio, en que la oposición salió vencedora. Sectores izquierdistas de la DC se separaron formando la Izquierda Cristiana, dejando a la DC con una más homogénea línea opositora.
Con el aumento de la polarización el Partido Nacional empezó a modificar sus tácticas. Se funda un diario, Tribuna, que difiere de la tendencia histórica de los diarios de derecha al ser un periódico de carácter popular, con un lenguaje chabacano e irrespetuoso, que tiene entre sus herramientas al doble sentido y al insulto para degradar a políticos de izquierda, incluyendo al propio presidente. Dicho estilo utilizado por Tribuna fue similar al empleado por los diarios Puro Chile y Clarín para atacar a los políticos de derecha.
Nuevas estrategias de movilización social, más características de la izquierda, son también adoptadas por los nacionales. La protesta de las cacerolas originada por la visita de Fidel Castro da fuerza a la idea de movilizar sectores sociales en las calles, territorio anteriormente reservado a la izquierda, para luchar políticamente, reforzando las secciones juveniles y de mujeres, que adquirieren un protagonismo importante.
Se empezó a incentivar la movilización de masas. Esta debía ser en todas las áreas de la sociedad, en los frentes vecinales para defender al hogar chileno, en las juntas de vecinos para oponerse al racionamiento, en el lugar de trabajo para evitar presiones contra los trabajadores, en los gremios para despolitizarlos, etc. Se apoyó resueltamente el paro de octubre, y si bien la integración de militares activos al gabinete solucionó la crisis, el partido recelo de la posibilidad que la UP lograse convertir a las Fuerzas Armadas en un sostén del Gobierno.
Según documentos desclasificados, el Partido Nacional recibió apoyo y financiamiento directo del gobierno de los Estados Unidos a través de la CIA para desestabilizar al gobierno de Salvador Allende.

#### Confederación de la Democracia

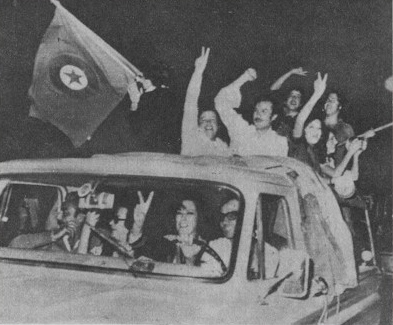
Manifestación a favor del Partido Nacional durante las elecciones de 1973.

En julio de 1972 formó con la Democracia Radical la Federación Nacional-Democracia Radical (FNDR), que a su vez estaba integrada dentro de la Confederación de la Democracia (CODE). El Partido Nacional obtuvo en las elecciones parlamentarias de 1973 un 21,5 % de los votos. Ante la ausencia de una solución electoral, el PN buscó el término anticipado del gobierno, una acusación constitucional o declarándolo incompetente, obligando así a las Fuerzas Armadas a intervenir si el conflicto llegaba a mayores, barajándose otras alternativas como una nueva elección o la simple renuncia.

#### Últimos meses del gobierno de Allende
La Juventud Nacional llamó a la "desobediencia civil". Era un llamado para derrotar pacíficamente al marxismo, reconociendo que el sufragio no es la única responsabilidad que pesa sobre los ciudadanos. Se debían "abrir miles y miles de trincheras, a todo nivel y a toda circunstancia (…) todos debemos actuar en cada una de las organizaciones que están a nuestro alcance: juntas de vecinos, centros de madres, partidos políticos, gremios, sindicatos, asociaciones profesionales y culturales, liceos, colegios y universidades. Y también en la calle.
La negativa de Allende a proclamar la reforma constitucional que regulaba las tres áreas de la economía sirvió para que el Partido Nacional realizara una serie de acusaciones contra su persona y gobierno,  incluyendo la destrucción del estado de derecho, el atropello a las libertades públicas, la destrucción de los valores culturales chilenos, pasar a llevar al Congreso, a la Contraloría, y al Tribunal Constitucional, la destrucción de la economía, una creciente dependencia extranjera, el debilitamiento de la seguridad nacional, amparo a grupos terroristas y abuso de la obediencia debida de las Fuerzas Armadas.  Advertía que con esos antecedentes “nadie está obligado a respetar ni obedecer a un gobierno que ha dejado de ser legitimo”, y correspondía al Congreso terminar con el gobierno y así evitar “la destrucción de la república”.
El PN se opuso al diálogo entre el Partido Demócrata Cristiano y el gobierno, y se negó a otorgarle facultades extraordinarias al gobierno tras el Tanquetazo. En septiembre de 1973 anuncia la realización de un paro nacional indefinido hasta lograr deponer el gobierno. Sergio Onofre Jarpa advirtió que "a cualquier precio y a cualquier medio pondremos atajo a los que se obstinan en destruir el país", y que a las Fuerzas Armadas correspondía darle fin al gobierno de la Unidad Popular, al que Jarpa veía como una horrible pesadilla, de la cual Chile estaría pronto a despertar.

### Dictadura militar
El partido apoyó el golpe de Estado del 11 de septiembre de 1973 y se autodisolvió en ese mismo año. Gran parte importante de sus militantes asumieron cargos públicos y puestos importantes durante la dictadura militar.

#### Intentos de reunificación de la derecha
En septiembre de 1983 se forma el Comité de Acción Cívico con el fin de reconstruir un partido unificado de la derecha, cuya declaración constitutiva fue firmada por exparlamentarios como Gustavo Alessandri, Francisco Bulnes, Sergio Diez, Pedro Ibáñez, Mario Ríos, Hermógenes Pérez de Arce, entre otros. Dicho proceso fue interrumpido el 29 de octubre de ese año cuando un grupo de dirigentes liderados por Carmen Sáenz, Silvia Alessandri y Alicia Ruiz-Tagle emitieron un manifiesto llamando a relanzar el Partido Nacional, lo cual concitó el apoyo de 13 exparlamentarios de dicho partido para reconstituir el PN, liderados por Patricio Phillips Penafiel. 
Sin embargo pese a los intentos de crear un partido unificado de la derecha como el existente antes de 1973, ello no fue posible. Un gran número de exparlamentarios, dirigentes y militantes de antaño se incorporaron al Movimiento de Unión Nacional (MUN), partido que cuatro años después se transformaría en Renovación Nacional, mientras que los vinculados al gremialismo fundaron la Unión Demócrata Independiente (UDI) y en el caso de las corrientes nacionalistas formaron el Movimiento de Acción Nacional (MAN), agrupación que posteriormente se integró en Avanzada Nacional.
Una comisión mediadora intentó unificar al renacido PN y al MUN, lo cual no tuvo éxito. En tanto, los seguidores de Sergio Onofre Jarpa se agruparon en el Frente Nacional del Trabajo (FNT), tras la salida de este del Ministerio del Interior en 1985.

#### Reagrupación y división
En 1984 se agrupó junto a otros partidos y movimientos defensores del Régimen en el Grupo de los Ocho, pero se retiró antes de firmar el efímero Acuerdo Democrático Nacional. En abril de 1985 formó la efímera Federación Democrática junto a los partidos Republicano y Liberal, y ese mismo año el partido fue uno de los firmantes del Acuerdo Nacional para la Transición a la Plena Democracia. El 8 de septiembre de 1986 fue uno de los firmantes del documento Bases de Sustentación del Régimen Democrático, que consistía en una ampliación y profundización del Acuerdo Nacional de 1985, y que daría origen en noviembre de 1986 al Acuerdo Nacional Democrático, coalición política de corta duración.
Antes del plebiscito de 1988, uno de los procesos más bullados fue el producido al interior del Partido Nacional, tienda que tras patrocinar la búsqueda de un candidato de consenso y ante la negativa de la dictadura militar, sufrieron una división, liderada por el exdiputado y vicepresidente de la mesa de Patricio Phillips, Germán Riesco Zañartu, quien entró en conversaciones con los dirigentes de la oposición y decidió dar un virtual "golpe de timón" interno en contra de Patricio Phillips para llevar al PN a la opción "No" en el plebiscito de 1988. El golpe interno no fructificó al ser abortado por la Juventud Universitaria del PN encabezado por el prosecretario general que la dirigía Roberto Sánchez Ortega de la Facultad de Derecho de la Universidad de Chile y Germán Riesco debió conformarse con una declaración individual a la que se sumaron algunos militantes y dirigentes de relevancia que fueron expulsados del PN. El 17 de agosto la mesa directiva del partido aprobó una censura contra el presidente Patricio Phillips, siendo destituido y asumiendo en su reemplazo Germán Riesco, produciéndose al día siguiente una toma del Club Fernández Concha (sede del PN), que generó la profundización de la división al interior del partido; ahí es donde nació el «Partido Nacional por el SÍ» y en un esfuerzo por cumplir con los opositores, Germán Riesco Zañartu formó otra agrupación que denominó «Partido Nacional por el NO», que posteriormente se fusionaría con una facción liberal en la Partido Alianza de Centro.[cita requerida]

### Retorno a la democracia y desaparición
En 1990, el Partido Nacional de Patricio Phillips se fusionó con Democracia Radical y Avanzada Nacional en el partido Democracia Nacional de Centro. Finalmente, los exmilitantes del PN se impusieron dentro de la colectividad, y reinscribieron el partido como Partido Nacional en 1991. Este integró el pacto Unión por el Progreso de Chile junto a los demás partidos de la derecha en las elecciones parlamentarias de 1993. Presentó un solo candidato a diputado: su entonces presidente Enrique Schilling, por el Distrito 26 (La Florida), quien no logró ser elegido.
En mayo de 1994 el Partido Nacional dejó de existir al fusionarse con la Unión de Centro Centro, pasando a denominarse "Unión de Centro Centro Progresista" (UCCP).
Actualmente , el partido que ha heredado el bagaje del antiguo partido Nacional, es Renovación Nacional, donde aún hay personas que militaron en el antiguo PN.

## Fuentes doctrinarias y pensamiento político

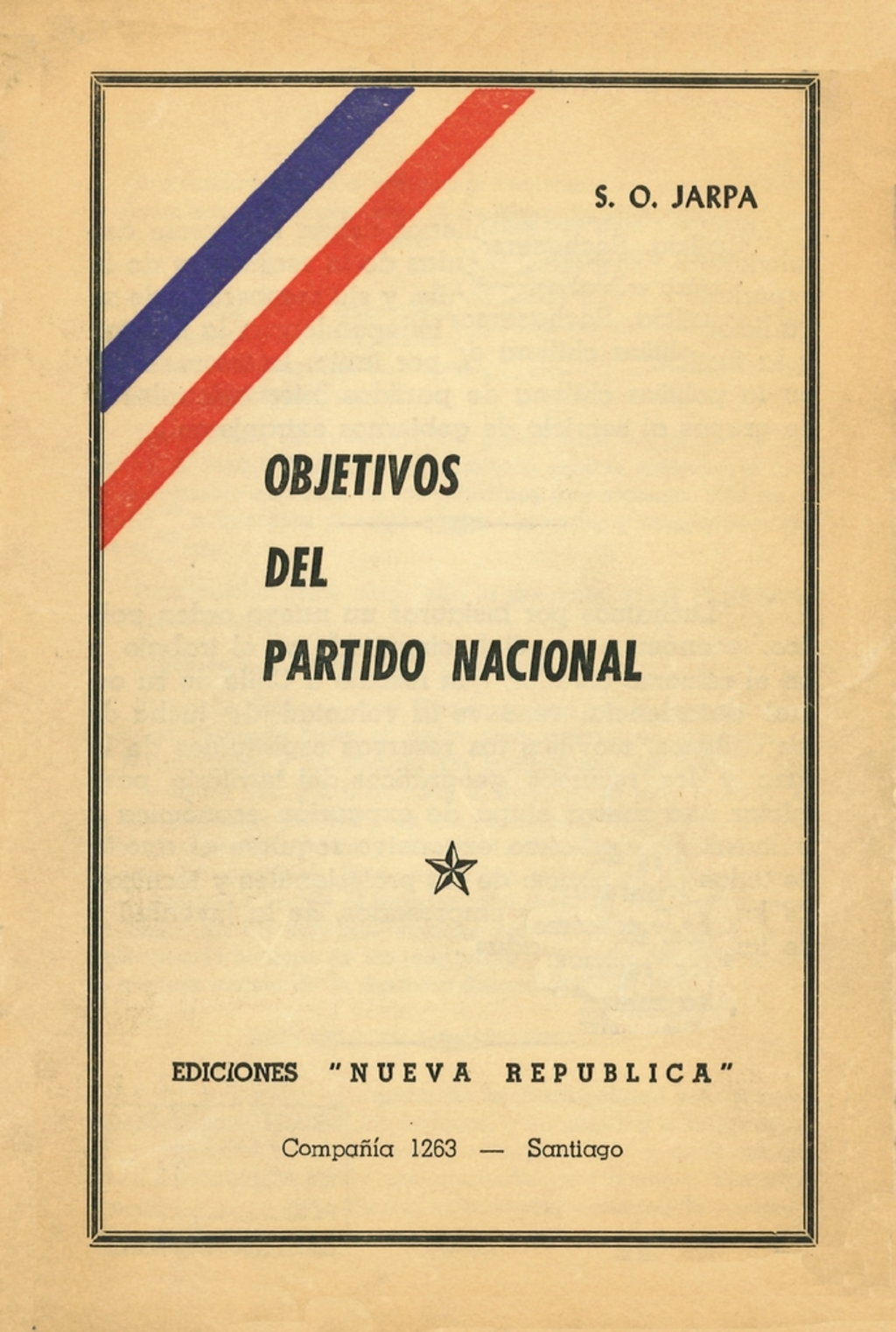
Documento fundacional del partido.